# 中川町
中川町（日语：／ Nakagawa chō */?）是位於日本北海道上川綜合振興局北部的一個町。東邊為北見山區，西側為天鹽山地，天鹽川在町內由東向西北流。由於中川町在明治時期發現了菊石的化石，因此當地以「化石之村」的口號進行宣傳。當地以酪農業和林業為主。

## 歷史
- 1901年：從增毛支廳（現在的留萌振興局）改隸屬上川支廳管轄。
- 1906年：設置中川村。[2]
- 1916年：常盤村（現在的音威子府村）從中川村分割獨立設置。
- 1919年4月1日：中川村成為北海道二級村。
- 1964年5月1日：改制為中川町。

## 交通

### 機場
- 旭川機場（位於東神樂町）
- 稚內機場（位於稚內市）

### 鐵路
- 北海道旅客鐵道
  - 宗谷本線：神路車站（已廢站）- 琴平車站（已廢站）- 佐久車站 - 天鹽中川車站（無人車站）- 下中川車站（已廢站）- 歌內車站

### 道路
| 國道 - 國道40號 主要道道 - 北海道道118號美深中川線 - 北海道道119號遠別中川線 | 道道 - 北海道道218號板谷佐久停車場線 - 北海道道438號天鹽中川停車場線 - 北海道道541號問寒別佐久停車場線 - 北海道道964號板谷蕗之台線 |

## 觀光景點
| - 本比良溫泉 - 齋藤茂吉記念歌碑 - 茂吉小公園 - 中川町自然誌博物館 | - 中川神社祭（8月2,3,4日） - 中川町短歌慶典（9月） - 豐年祭 - 丸太押相撲大會 - 中川秋祭 |

## 教育

### 高等學校
- 道立北海道中川商業高等學校

### 中學校
- 中川町立中川中學校

### 小學校
- 中川町立中川小學校

## 姊妹市・友好都市

### 日本
- 中川村（長野縣）

## 本地出身之名人
- 木村政雄：前相撲力士、前職業摔角選手

## 外部連結
- （日語）中川町觀光情報
- （日語）中川町自然誌博物館（页面存档备份，存于）
- （日語）道北觀光聯盟
- （日語）北一所推進協議會（美深町、音威子府村、中川町的聯合移民推廣）